# Kompleks synaptonemalny

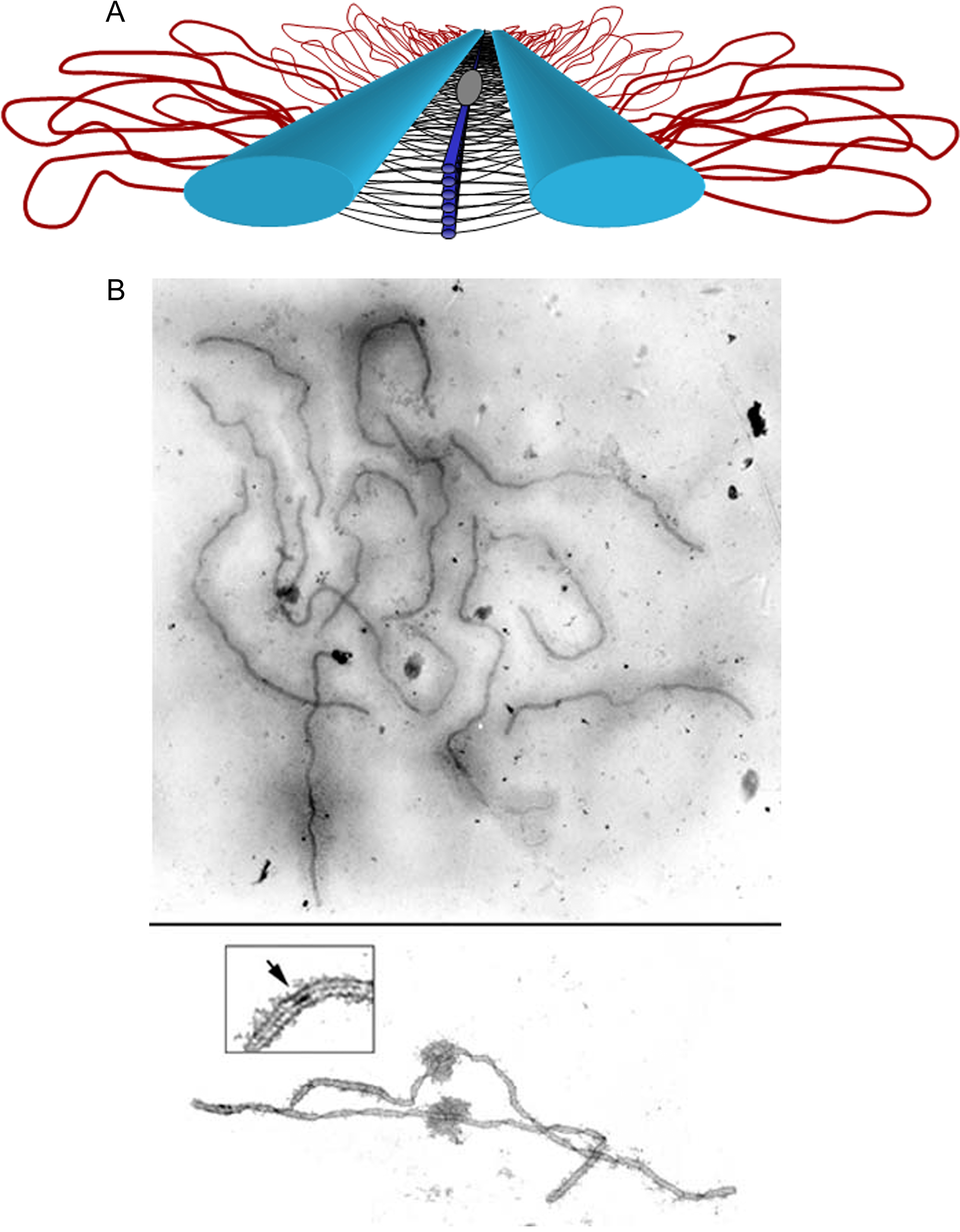
A: jasnoniebieskie - elementy boczne, czarne linie - filamenty poprzeczne, ciemnoniebieskie linie - filamenty podłużne (element centralny), czerwone nici - chromatyna; B: kompleks synaptonemalny pomidora

Kompleks synaptonemalny, Kompleks synaptemalny – wyspecjalizowana struktura białkowa o postaci trójwarstwowej wstęgi, złożonej z 2 elementów bocznych, ściśle związanych z chromosomami oraz elementu centralnego (białkowego rdzenia), połączonego za pomocą poprzecznych filamentów z elementami bocznymi. 
Kompleks synaptemalny bierze udział w koniugacji (Mejoza I - zygoten). Białkowy rdzeń jest dopasowany do odpowiadającego mu chromosomu homologicznego, RNA i Zyg-DNA. Kompleks zaczyna się tworzyć już w leptotenie (powstają wtedy elementy boczne), region centralny powstaje w zygotenie. Kompleks jest uformowany całkowicie w pachytenie, a ulega rozpuszczeniu w diplotenie poprzedzającym diakinezę i metafazę. Jego krańce leżą blisko lub przylegają do wewnętrznej powierzchni otoczki jądrowej. Tworzenie kompleksów synaptemalnych jest inicjowane w miejscach przyczepu chromosomów do otoczki jądrowej lub od środka jądra.